# De drie zonen van het Lindenveld
De drie zonen van het Lindenveld, soms ook De Drie Verdwaalde Zonen genoemd, is een legende waarbij drie broers een zaadje planten wanneer ze het met elkaar oneens raken.
De zaadjes zouden door de drie broers geplant zijn in Ternat (België) in de buurt van het Kasteel van Terlinden. Vandaag is de symbolische plek te vinden op het kruispunt tussen de Dilbeeksesteenweg en de Bodegemstraat.

## Legende[1]
De legende zou zich afspelen rond 1800. Op dat ogenblik werd het huidige België bezet door het Franse rijk. Drie broers slaan op de vlucht uit angst voor de dienstplicht.
Hun moeder geeft elk een zaadje mee dat ze in de grond kunnen stoppen wanneer ze elkaar kwijtraken. De broers raken het onderweg al snel oneens met elkaar.
Uiteindelijk beslissen ze om elk hun eigen weg uit te gaan, maar ze spreken af de zaadjes die ze ontvingen van hun moeder in de grond te stoppen. Ze doen dit om elkaar na de Franse bezetting terug te vinden.
De broers keerden echter nooit terug.

## Locatie
De exacte locatie waar de broers hun zaadje in de grond staken is onbekend. Er is wel een sterk vermoeden dat dit in Ternat (België) zou geweest zijn, ongeveer ter hoogte van de huidige Pangaardenstraat.

### Huidige locatie
Tussen 1800 en nu is de omgeving sterk veranderd. Daarom werd er bij de aanleg van de Dilbeeksesteenweg beslist om drie bomen te planten op het nieuwe kruispunt om een symbolische plek te geven aan de drie bomen.